# Culinária sulista

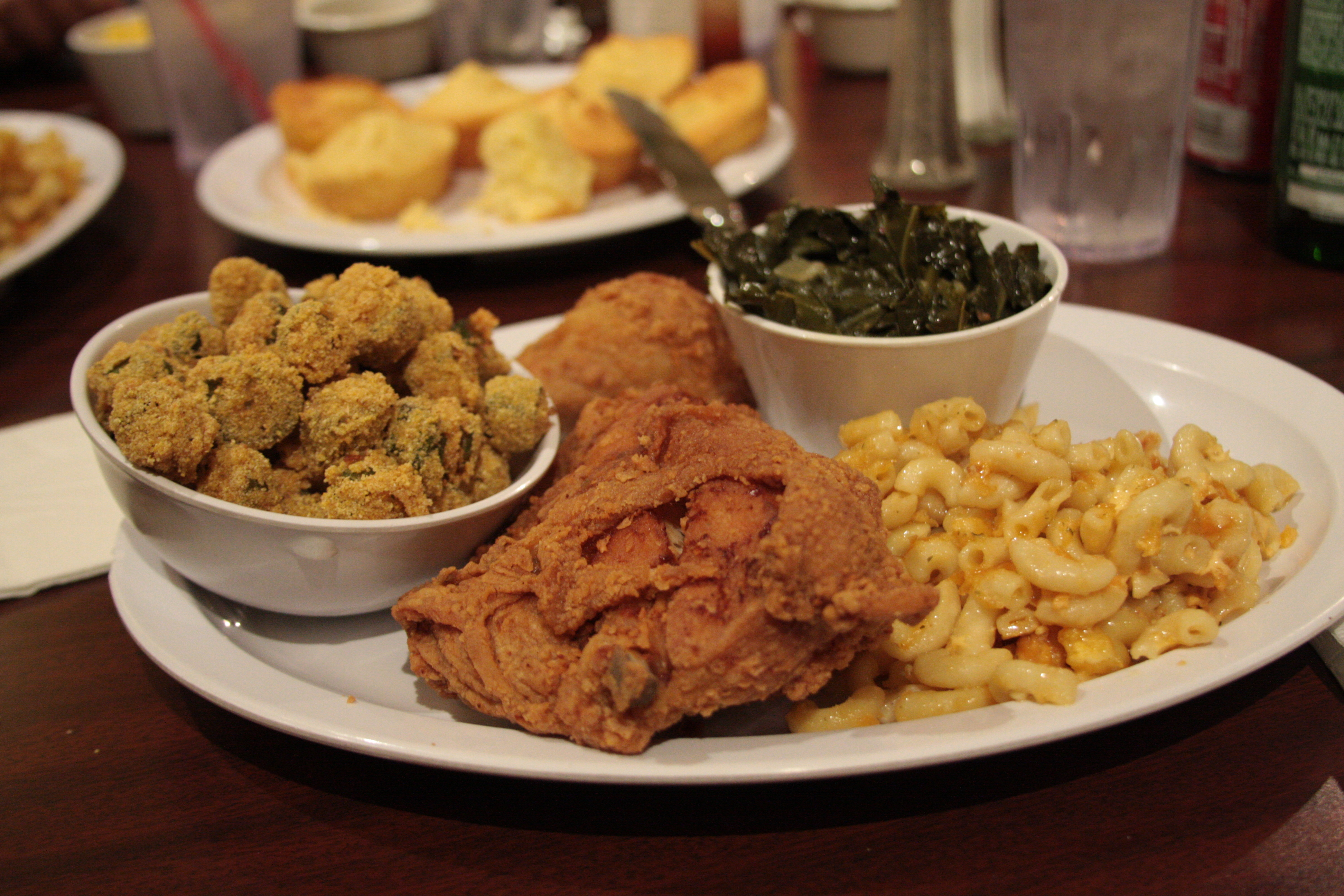
Um tradicional jantar de comida sulista, composto por frango frito com macarrão com queijo, couve e quiabo frito

A culinária sulista é o conjunto das tradições gastronómicas do sul dos Estados Unidos, compreendendo os estados desde a Virgínia até ao Texas, onde dominava até à Guerra Civil o sistema de plantation baseada na mão-de-obra escrava; tanto os escravos, geralmente de origem africana, como os trabalhadores brancos das plantações, tiveram que se adaptar aos ingredientes disponíveis para a sua alimentação. Tanto uns como outros tinham trazido das suas terras de origem alguns produtos locais, mas nem todos sobreviveram às condições prevalecentes na região de adoção; por outro lado, produtos locais como o milho, o feijão, o tomate e as pimentas foram rapidamente absorvidas na culinária destes colonos. Deste modo, a culinária sulista baseia-se no milho, feijão, hortaliças e carne de porco, do qual todas as partes comestíveis são aproveitadas; mais tarde, o arroz foi acrescentado aos ingredientes principais. 
Nas regiões onde as plantações não tinham ocupado todo o espaço fértil, como nos Apalaches (interior das Carolinas e Tennessee) e no Texas, onde a atividade agropecuária principal era a criação de gado, a alimentação contava ainda com os produtos da caça, como o bisonte (o maior mamífero local), os cervídeos, o peru e outros animais mais pequenos, como os esquilos e sarigueias. Ao longo da costa e dos rios que cruzam a região, onde o Mississippi é o maior, o peixe e os mariscos complementam a culinária local.
As preparações principais são guisados, em que se juntam os vários ingredientes, como o hoppin’ john, ou fritos, tanto de carnes, como de peixes e verduras, servidos com um prato de feijão, ou de milho, ou arroz.

## As culinárias locais
Nos anos 60, com o movimento dos Direitos Civis, surgiu a expressão "soul food", proveniente da "soul music", para designar a alimentação dos negros americanos; muitas pessoas acreditam que não há grande diferença entre esta e a culinária sulista, mas há quem sustente que a soul food utiliza uma maior proporção de pimenta e de vísceras e outros produtos “menos nobres” dos animais. Outra diferença é que esta culinária ultrapassou os limites do sul, sendo popular em muitas zonas urbanas com grandes populações de negros. 
Outras culinárias locais, com características especiais, que se desenvolveram nesta região, embora possam ser consideradas parte da culinária sulista, são a culinária cajun e a crioula, principalmente no sul da Louisiana, com influências da culinária da França, da Itália, da Alemanha e das Caraíbas.  A culinária lowcountry, das planícies costeiras das Carolinas e Geórgia, também tem tradições próprias.

## Exemplos da culinária sulista
Muitos dos exemplos abaixo são considerados típicos da soul food,   mas fazem igualmente parte da mesa dos brancos:
- Biscuits – são pãezinhos de farinha de trigo, muito populares para o pequeno-almoço, servidos quentes com manteiga, jam ou xarope de cana-de-açúcar, mas também com outras refeições;
- Black-eyed peas (feijão-frade) – parte de muitas refeições sulistas, como o hoppin’ john;
- Butter beans – o ingrediente principal da sopa de feijão do Senado, que pode também considerar-se parte da culinária sulista;
- Catfish ou outras espécies de peixes e mariscos – geralmente fritos depois de passados em farinha de milho com temperos, ou polme;
- Chicken fried steak – bife frito em farinha ou polme, geralmente servido com molho castanho;
- Chitterlings ou chitlins – pedaços de intestino de porco limpo fritos na própria gordura e muitas vezes servidos com vinagre e molho picante; ou cozidos e depois fritos em polme;
- Chow-chow – conserva de vegetais cozidos em vinagre e outros condimentos, normalmente guardada em frascos, como picles e servida fria;
- Collard greens – uma das hortaliças típicas da culinária sulista, geralmente cozidas com ham hocks, bacon ou fatback;
- Cornbread – uma espécie de pão de farinha de milho misturada com leite e ovos e, por vezes, vários outros ingredientes, como queijo, bacon, torresmos ou mariscos, servido para acompanhar muitas refeições;
- Cracklins, também chamadas pork rinds (torresmos) – pedaços de pele do porco, normalmente com uma camada de gordura e, por vezes, carne, fritas na própria gordura;
- Fatback – a camada de gordura, por vezes com uma parte da carne subjacente, que fica por baixo da pele do dorso do porco, curada em salmoura ou fumada;
- Fried ice cream – gelado coberto de biscoitos e frito;
- Grits – a versão sulista das papas de milho, normalmente servidas ao pequeno-almoço;
- Ham hocks – o joelho do porco fumado é usado em várias preparações (por exemplo, no hoppin’ john);
- Hog jowls – carne e gordura da faceira do porco curada em salmoura e, por vezes, fumada;
- Hog maws – pedaços do estômago do porco;
- Hoghead cheese – uma conserva feita com carne da cabeça do porco e condimentos;
- Hot sauce – condimento picante preparado com pimenta-malagueta, vinagre, sal, alho e outros temperos;
- Macaroni and cheese - massa-cotovelo e queijo, cozinhados com leite e manteiga, uma das comidas típicas dos Estados Unidos;
- Meatloaf ou rolo-de-carne – muitas vezes servido com molho castanho;
- Milk and bread ("po' folks' dessert-in-a-glass" ou “sobremesa-de-pobres”) – cornbread desfeito em leitelho e açúcar;
- Mustard greens – outra das hortaliças típicas da culinária sulista, geralmente cozidas com ham hocks, bacon ou fatback;
- Neckbones – ossos do pescoço ou cachaço do porco ou bovinos, cozida em lume brando com condimentos;
- Okra – um vegetal de origem africana, presente em muitos pratos da culinária sulista;
- Pigs' feet – chispes ou pés de porco, normalmente cozidos em lume brando como os “chitterlings”, por vezes transformada num picle;
- Poboy – uma sanduiche feita numa baguette de pão francês, alimento dos “poor boys”, ou jovens pobres;
- Red beans - feijão encarnado, usado em muitos pratos do sul;
- Ribs – entrecosto, geralmente de porco, mas também de bovinos;
- Sorghum syrup – xarope de sorgo ou "Guinea corn", um cereal indígena da África introduzido nos Estados Unidos pelos escravos no início do século XVII;
- Succotash – prato típico dos índios americanos, com base em milho amarelo e feijão-manteiga;
- Sweet potatoes, muitas vezes chamadas "yams" – comidas em puré, como um acompanhamento dum prato de carne, mas principalmente usadas em doces;
- Turnip greens – outra das hortaliças típicas da culinária sulista, geralmente cozidas com ham hocks e muitas vezes combinadas com outros tipos;
- Yucca